# Re:S
Re:S（リス）は2006年に創刊された季刊誌。大阪の有限会社パークエディティングが編集、発刊はリトルモア。「Re:Standard　あたらしい“ふつう”を提案する」をコンセプトに、編集長・藤本智士と編集部自ら日本全国を巡り、偶然の出会いを取り込みつつ誌面を制作するという独自の編集スタイルを構築。富士フイルムやタイガー魔法瓶といった企業とのコラボレーションの試みも。2009年1月発刊の第11号をもって一時休刊を宣言、WEBへと移行した。

## 特集
1. すいとうのある暮らし／今だからワープロ
2. フィルムカメラでのこしていく／農業で食べていく
3. 物々こうかんしてみる
4. 地方がいい
5. 継いでから、つくる。
6. 一生もん
7. すなおに売る。
8. のこしていきたい
9. 一緒にやる
10. 木からしる
11. 日本のほんとうに美味いもん

## 連載企画
- タナカカツキ - 倉本美津留伝
- 胡口桂子 - 隣の芝生は青くてゼロ円
- 福田利之×山下哲 - ここで飲んでもいいですか？
- 柴崎友香 - 地名のはなし
- 藤谷文子 - うつしよ百記帖
- 林俊作 - 十年前の今
- 山形恭子 - 大好きなものをずっと使い続けるために。
- 小宮山さくら - 好きな人の好きな本
- 上田誠 - ヨーロッパリハウス
- 甲野善紀 - ほころび
- 林海象 - 探偵夜話